# Frontenac, Kansas
Frontenac là một thành phố thuộc quận Crawford, tiểu bang Kansas, Hoa Kỳ. Năm 2010, dân số của xã này là 3437 người.

## Dân số
Dân số các năm:
- Năm 2000: 2996 người
- Năm 2010: 3437 người